# Jerzy Hausner

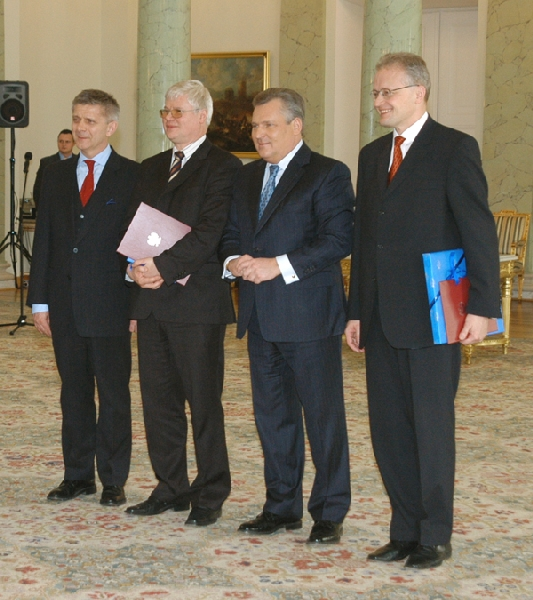
Jerzy Hausner (drugi od lewej) w 2005

Jerzy Krzysztof Hausner (ur. 6 października 1949 w Świnoujściu) – polski polityk i ekonomista, profesor nauk ekonomicznych. W latach 2001–2005 poseł na Sejm IV kadencji oraz minister w rządach Leszka Millera i Marka Belki, w latach 2003–2005 wiceprezes Rady Ministrów, członek Rady Polityki Pieniężnej w kadencji 2010–2016.

## Życiorys
Syn Jerzego i Ireny. Absolwent Publicznego Liceum Ogólnokształcącego nr I im. Mikołaja Kopernika w Opolu z 1967. Ukończył studia w Akademii Ekonomicznej w Krakowie, następnie podjął pracę na tej uczelni. W 1980 uzyskał stopień doktora, w 1988 habilitował się na podstawie dorobku naukowego oraz pracy pt. Branżowe grupy nacisku w gospodarce socjalistycznej. W 1994 otrzymał tytuł profesora nauk ekonomicznych. Specjalizuje się w ekonomii politycznej oraz gospodarce i administracji publicznej. Jest autorem i współautorem ponad 600 publikacji naukowych, a także założycielem Katedry Gospodarki i Administracji Publicznej Uniwersytetu Ekonomicznego w Krakowie (obecnie Kolegium Gospodarki i Administracji Publicznej).
Od 1965 do 1979 należał do Związku Młodzieży Socjalistycznej, a następnie Związku Socjalistycznej Młodzieży Polskiej. Był także członkiem Socjalistycznego Związku Studentów Polskich.
Od 1970 do rozwiązania należał do Polskiej Zjednoczonej Partii Robotniczej. W 1982 został I sekretarzem komitetu uczelnianego na Akademii Ekonomicznej w Krakowie, a od 1986 do 1990 był sekretarzem ds. nauki komitetu krakowskiego PZPR. Był szefem doradców wicepremiera Grzegorza Kołodki w rządzie Włodzimierza Cimoszewicza, następnie pełnomocnikiem rządu ds. reformy zabezpieczenia społecznego i podsekretarzem stanu w Kancelarii Prezesa Rady Ministrów. Pełnił też funkcję społecznego doradcy prezydenta Aleksandra Kwaśniewskiego w ramach powołanego w 1996 zespołu doradców ekonomicznych.
W latach 2001–2005 sprawował mandat posła na Sejm IV kadencji, wybranego z ramienia Sojuszu Lewicy Demokratycznej w okręgu krakowskim. W październiku 2001 wszedł w skład gabinetu Leszka Millera jako minister pracy i polityki społecznej. Po zmianach strukturalnych w administracji rządowej od stycznia 2003 był ministrem gospodarki, pracy i polityki społecznej, od czerwca tego samego roku także wicepremierem. Firmował swoim nazwiskiem plan rządu naprawy finansów publicznych (tzw. plan Hausnera), który w większości nie doczekał się realizacji. Zachował stanowiska wicepremiera i ministra gospodarki i pracy w rządach Marka Belki (od maja 2004). Krótko pełnił tam też obowiązki ministra zdrowia.
W lutym 2005 odszedł z Sojuszu Lewicy Demokratycznej i klubu parlamentarnego tej partii. Wraz z przewodniczącym Unii Wolności Władysławem Frasyniukiem i Tadeuszem Mazowieckim zaangażował się w utworzenie na bazie UW nowej formacji politycznej – Partii Demokratycznej. Z rządu odszedł 31 marca 2005. Na pierwszym kongresie PD objął stanowisko wiceprzewodniczącego partii, z jej listy bez powodzenia kandydował w wyborach parlamentarnych w tym samym roku.
13 stycznia 2010 Senat (z rekomendacji senatorów Platformy Obywatelskiej) powołał go w skład Rady Polityki Pieniężnej. Wszedł w skład Komitetu Nauk Ekonomicznych Polskiej Akademii Nauk.
Członek Polskiego Towarzystwa Ekonomicznego oraz Polskiego Komitetu ds. UNESCO, został też przewodniczącym rady Fundacji Gospodarki i Administracji Publicznej. Twórca koncepcji międzynarodowego kongresu ekonomicznego Open Eyes Economy Summit, a także przewodniczący jego rady programowej. Członek korespondent Polskiej Akademii Umiejętności. Powoływany w skład rady programowej Międzynarodowego Centrum Kultury w Krakowie oraz rady Muzeum Sztuki Współczesnej w Krakowie MOCAK, a także zespołu eksperckiego Komisji Europejskiej High Level Industrial Roundtable „Industry 2030”.

## Życie prywatne
Żonaty z Marią, ma dwie córki (Katarzynę i Martę). Jest bratankiem Krzysztofa Hausnera, piłkarza Cracovii i reprezentanta Polski. Jego przodkowie przybyli na ziemie polskie do wsi Tarnawiec w okolice Leżajska z południowych Niemiec w latach 80. XVIII wieku w ramach akcji osadniczej prowadzonej przez cesarza Austrii Józefa II.

## Odznaczenia i wyróżnienia
W 1996, w uznaniu wybitnych zasług w służbie publicznej, został odznaczony Krzyżem Kawalerskim Orderu Odrodzenia Polski. W 2015 uhonorowany Odznaką Honorową za Zasługi dla Samorządu Terytorialnego. W 2016 wyróżniony odznaką honorową „Za zasługi dla bankowości Rzeczypospolitej Polskiej”.
Otrzymał Nagrodę Kisiela (2004), Nagrodę im. Władysława Grabskiego przyznaną przez Konfederację Lewiatan (2005), Nagrodę Naukową im. Mikołaja Kopernika (2020) oraz Nagrodę im prof. Aleksandra Gieysztora (2022).
Wyróżniony tytułem doktora honoris causa Szkoły Głównej Handlowej w Warszawie (2019) i Akademii Sztuk Pięknych im. Jana Matejki w Krakowie (2021). W 2021 otrzymał Nagrodę 100-lecia ZAiKS-u.